# Morti il 25 settembre
| Questa pagina contiene informazioni ricavate automaticamente dalle voci biografiche con l'ausilio del template Bio e di un bot. L'aggiornamento è periodico e automatico e ricostruisce completamente la pagina. Se manca una persona in questa lista, sei pregato di non aggiungerla, ma accertati piuttosto che la sua voce biografica contenga il template Bio e che i dati anagrafici siano correttamente compilati. Se il template Bio manca, inseriscilo tu stesso o, in alternativa, metti l'avviso {{tmp\|Bio}} che ne segnala la mancanza. Se i dati riportati sono sbagliati, correggi direttamente la voce biografica; le modifiche saranno visibili in questa lista entro pochi giorni. Per chiarimenti vedi il progetto biografie. La lista contiene solo le 496 persone che sono citate nell'enciclopedia e per le quali è stato implementato correttamente il template Bio. Pagina aggiornata al 17 ago 2025. |

## III secolo(1)
- 275 - Aureliano, militare e imperatore romano

## IV secolo(1)
- 303 - Firmino di Amiens, vescovo (n. 272)

## VII secolo(1)
- 605 - Aunacario di Auxerre, vescovo franco

## VIII secolo(1)
- 744 - Yazid III ibn al-Walid, califfo (n. 701)

## IX secolo(1)
- 867 - Michele III, imperatore bizantino (n. 840)

## XI secolo(5)
- 1066 - Tostig Godwinson, generale anglosassone
- 1066 - Harald III di Norvegia, re (n. 1015)
- 1066 - Eystein Orre, nobile norreno
- 1086 - Guglielmo VIII di Aquitania, duca (n. 1025)
- 1087 - Simone I di Montfort, nobile francese

## XII secolo(1)
- 1179 - Roger de Bailleul, religioso e abate francese

## XIII secolo(3)
- 1227 - Niccolò Chiaramonte, cardinale e vescovo cattolico italiano
- 1292 - Alice di Saluzzo, nobile italiana
- 1298 - Isabella di Lussemburgo, marchesa lussemburghese (n. 1247)

## XIV secolo(6)
- 1324 - Tommaso II Sanseverino, nobile italiano
- 1334 - Filippo I di Savoia-Acaia, nobile (n. 1278)
- 1392 - Sergio di Radonež, religioso e santo russo
- 1394 - Neri I Acciaiuoli, duca italiano
- 1396 - Jean de Vienne, cavaliere medievale, ammiraglio e generale francese (n. 1341)
- 1396 - Jean de Carrouges, cavaliere medievale francese (n. 1330)

## XV secolo(5)
- 1444 - Gianfrancesco Gonzaga, condottiero italiano (n. 1395)
- 1465 - Isabella di Borbone, nobile francese (n. 1436)
- 1466 - Ulrico I della Frisia orientale, conte (n. 1408)
- 1478 - Pedro Ferris, cardinale e vescovo cattolico spagnolo (n. 1415)
- 1491 - Giovanni II di Nevers, conte (n. 1415)

## XVI secolo(17)
- 1506 - Filippo I d'Asburgo, duca (n. 1478)
- 1534 - Papa Clemente VII, papa, arcivescovo cattolico e cardinale italiano (n. 1478)
- 1544 - Valerio Cordo, medico, chimico e botanico tedesco (n. 1515)
- 1554 - Richard Sampson, compositore e vescovo anglicano inglese
- 1556 - Reinoud III van Brederode, nobile olandese (n. 1492)
- 1559 - Mircea V il Pastore, principe
- 1560 - Francis Talbot, V conte di Shrewsbury, nobile inglese (n. 1500)
- 1561 - Şehzade Bayezid, principe ottomano (n. 1527)
- 1565 - Giulio Magnani, vescovo cattolico italiano (n. 1505)
- 1569 - Marco Criado, presbitero spagnolo (n. 1522)
- 1575 - Asakura Kagetake, militare giapponese (n. 1536)
- 1582 - Martino de Martini, vescovo cattolico italiano (n. 1532)
- 1587 - Giambattista Fontana, pittore e incisore italiano (n. 1541)
- 1591 - Cristiano I di Sassonia, principe (n. 1560)
- 1592 - Amico Canobio, religioso, imprenditore e filantropo italiano (n. 1532)
- 1593 - Henry Stanley, IV conte di Derby, nobile inglese (n. 1531)
- 1596 - Sarkis Rizzi, patriarca cattolico libanese

## XVII secolo(21)
- 1602 - Kaspar Peucer, medico, matematico e astronomo tedesco (n. 1525)
- 1603 - Stefano Felis, compositore italiano (n. 1538)
- 1610 - Jan Moretus, tipografo fiammingo (n. 1543)
- 1614 - Prospero Gonzaga, nobile italiano (n. 1543)
- 1615 - Arbella Stuart, nobile britannica (n. 1575)
- 1617 - Go-Yōzei, imperatore giapponese (n. 1572)
- 1617 - Francisco Suárez, gesuita, teologo e filosofo spagnolo (n. 1548)
- 1619 - Francisco Soto de Langa, cantore, compositore e presbitero spagnolo (n. 1534)
- 1621 - Mary Sidney, poetessa, scrittrice e traduttrice inglese (n. 1561)
- 1624 - Fronton du Duc, gesuita, grecista e teologo francese (n. 1558)
- 1626 - Lancelot Andrewes, teologo inglese (n. 1555)
- 1626 - Théophile de Viau, poeta e drammaturgo francese (n. 1590)
- 1628 - Maddalena di Baviera, nobile tedesca (n. 1587)
- 1629 - Agostino Gradenigo, patriarca cattolico italiano (n. 1570)
- 1630 - Ambrogio Spinola, generale italiano (n. 1569)
- 1640 - Filippo d'Arenberg, nobile belga (n. 1587)
- 1651 - Ciriaco Rocci, cardinale e arcivescovo cattolico italiano (n. 1582)
- 1665 - Maria Anna d'Asburgo (n. 1610)
- 1690 - Anna Beatrice d'Este, nobildonna italiana (n. 1626)
- 1690 - Pieter van Lint, pittore e disegnatore fiammingo (n. 1609)
- 1695 - Martín Ibáñez y Villanueva, arcivescovo cattolico spagnolo (n. 1620)

## XVIII secolo(20)
- 1703 - Archibald Campbell, I duca di Argyll, nobile scozzese (n. 1658)
- 1711 - Johannes De Peyster, politico statunitense (n. 1666)
- 1720 - Pietro degli Antoni, compositore e musicista italiano (n. 1639)
- 1727 - Jacques Abbadie, pastore protestante, teologo e scrittore francese (n. 1654)
- 1727 - Sarah Kemble Knight, imprenditrice, scrittrice e insegnante statunitense (n. 1666)
- 1741 - Marcello Passari, cardinale e arcivescovo cattolico italiano (n. 1678)
- 1755 - Edme-François Mallet, storico e teologo francese (n. 1713)
- 1755 - John Trevelyan, II baronetto, politico inglese (n. 1670)
- 1765 - Richard Pococke, vescovo anglicano, viaggiatore e antropologo inglese (n. 1704)
- 1767 - Nicolò Maria Antonelli, cardinale e orientalista italiano (n. 1698)
- 1776 - Thomas Burke, vescovo cattolico irlandese (n. 1709)
- 1777 - Johann Heinrich Lambert, filosofo, matematico e fisico svizzero (n. 1728)
- 1779 - Ekaterina Andreevna Ušakova, nobildonna russa (n. 1715)
- 1786 - Giacinto Sardi, vescovo cattolico italiano (n. 1715)
- 1788 - Heinrich von Bibra, vescovo cattolico e abate tedesco (n. 1711)
- 1791 - William Bradford, editore e militare statunitense (n. 1719)
- 1792 - Jacques Cazotte, scrittore francese (n. 1719)
- 1792 - Adam Gottlob Moltke, diplomatico danese (n. 1710)
- 1792 - Giuseppe Salerno, medico e anatomista italiano (n. 1728)
- 1799 - Friedrich von Hotze, generale svizzero (n. 1739)

## XIX secolo(41)
- 1801 - Vincenzo Durante, militare e scrittore italiano
- 1808 - Richard Porson, filologo classico, metricista e bibliotecario britannico (n. 1759)
- 1810 - Claude de Thiard de Bissy, generale francese (n. 1721)
- 1826 - Federica di Baden, regina (n. 1781)
- 1826 - Gian Battista Brocchi, geologo italiano (n. 1772)
- 1827 - Giacomo Pes di Villamarina, politico e militare italiano (n. 1750)
- 1836 - Niccolò Chiarini, fantino italiano (n. 1784)
- 1840 - Étienne Jacques Joseph Alexandre Macdonald, generale francese (n. 1765)
- 1843 - Giuseppe Rosati, missionario e vescovo cattolico italiano (n. 1789)
- 1849 - Johann Strauss, compositore e direttore d'orchestra austriaco (n. 1804)
- 1852 - Christoph Gudermann, matematico tedesco (n. 1798)
- 1853 - Antonio Kramer, chimico italiano (n. 1806)
- 1854 - John Butler, II marchese di Ormonde, politico irlandese (n. 1808)
- 1855 - Aureliano Coutinho, visconte di Sepetiba, politico brasiliano (n. 1800)
- 1857 - Astolphe de Custine, viaggiatore e scrittore francese (n. 1790)
- 1859 - Charles de Vast-Vimeux, politico, militare e nobile francese (n. 1787)
- 1860 - Carl Friedrich Zöllner, compositore e direttore di coro tedesco (n. 1800)
- 1862 - Maria Antonia di Koháry, nobildonna ungherese (n. 1797)
- 1865 - Andrés de Santa Cruz, politico peruviano (n. 1792)
- 1866 - Karl Ludwig Hencke, astronomo tedesco (n. 1793)
- 1867 - Giuseppe Natoli, politico e patriota italiano (n. 1815)
- 1870 - Edoardo Crotti di Costigliole, politico italiano (n. 1799)
- 1871 - Arvid August Afzelius, pastore protestante e poeta svedese (n. 1785)
- 1871 - Benedetto Cacciatori, scultore italiano (n. 1794)
- 1871 - Louis-Joseph Papineau, politico canadese (n. 1786)
- 1871 - Frédéric Sorrieu, incisore, litografo e disegnatore francese (n. 1807)
- 1875 - Pierre Edmond Boissier, botanico svizzero (n. 1810)
- 1877 - Carl Reinhold August Wunderlich, medico e psichiatra tedesco (n. 1815)
- 1881 - David Ogilvy, X conte di Airlie, nobile, politico e ufficiale scozzese (n. 1826)
- 1884 - Friedrich von Pöck, ammiraglio austriaco (n. 1825)
- 1887 - Gaetano Pini, medico, igienista e educatore italiano (n. 1846)
- 1888 - Jean-Baptiste Eugène Bellier de la Chavignerie, entomologo francese (n. 1844)
- 1893 - Albert Joseph Moore, pittore e illustratore britannico (n. 1841)
- 1896 - Paolo Lega, anarchico italiano (n. 1868)
- 1897 - Angelo Ardinghi, incisore italiano (n. 1850)
- 1898 - Gabriel de Mortillet, archeologo, antropologo e politico francese (n. 1821)
- 1898 - Hieronymus Theodor Richter, chimico e mineralogista tedesco (n. 1824)
- 1898 - Antonio Rinaldi, giurista e politico italiano (n. 1840)
- 1899 - Francisque Bouillier, filosofo francese (n. 1813)
- 1899 - Federico Rosazza, politico italiano (n. 1813)
- 1899 - Sofia del Liechtenstein, principessa austriaca (n. 1837)

## XX secolo(232)
- 1902 - Silviano Brandão, politico brasiliano (n. 1848)
- 1907 - Frederick Maddison, calciatore inglese (n. 1849)
- 1908 - John Churton Collins, critico letterario, giornalista e saggista inglese (n. 1848)
- 1908 - William Farren junior, attore teatrale inglese (n. 1825)
- 1908 - Edward Nathan Berra, crickettista e dirigente sportivo inglese (n. 1871)
- 1910 - Oskar Böttger, zoologo tedesco (n. 1844)
- 1911 - Dmitrij Grigor'evič Bogrov, rivoluzionario russo (n. 1887)
- 1913 - Marie Béquet de Vienne, attivista francese (n. 1854)
- 1913 - Herbert William Garratt, ingegnere inglese (n. 1864)
- 1914 - Theodore Nicholas Gill, zoologo statunitense (n. 1837)
- 1914 - Alfred Lichtenstein, scrittore tedesco (n. 1889)
- 1915 - Julien Denis, calciatore francese (n. 1881)
- 1915 - Raymond Gigot, calciatore francese (n. 1885)
- 1915 - Ernest Guéguen, calciatore francese (n. 1885)
- 1916 - Julius Fučík, compositore ceco (n. 1872)
- 1916 - Maddalena Mariani Masi, soprano italiano (n. 1850)
- 1916 - Silvestro Valenti, avvocato e storico italiano (n. 1865)
- 1916 - Kurt Wintgens, aviatore e ufficiale tedesco (n. 1894)
- 1917 - Tomás Pádraig Ághas, attivista e politico irlandese (n. 1885)
- 1917 - William Edgcumbe, IV conte di Mount Edgcumbe, politico inglese (n. 1833)
- 1917 - Bernhard von Gaza, canottiere tedesco (n. 1881)
- 1918 - Guido Alberti, calciatore italiano (n. 1897)
- 1918 - Michail Vasil'evič Alekseev, generale russo (n. 1857)
- 1919 - Gustave Emile Chauffourier, fotografo francese (n. 1845)
- 1919 - Ol'ga Nikolaevna Figner, rivoluzionaria russa (n. 1862)
- 1919 - Konstantin Adamovič Vollosovič, geologo e esploratore russo (n. 1869)
- 1920 - Aleksej Andreevič Polivanov, generale e politico russo (n. 1855)
- 1920 - Jacob Henry Schiff, banchiere, imprenditore e filantropo tedesco (n. 1847)
- 1922 - Carlo Caneva, generale italiano (n. 1845)
- 1922 - Johannes Kuenen, fisico olandese (n. 1866)
- 1923 - Camillo Piatti, politico italiano (n. 1876)
- 1924 - Lotta Crabtree, attrice statunitense (n. 1847)
- 1925 - Hamao Arata, politico e educatore giapponese (n. 1849)
- 1925 - Charles Cottet, pittore francese (n. 1863)
- 1925 - Emilio Lunghi, mezzofondista e velocista italiano (n. 1886)
- 1927 - Hugh Tothill, ammiraglio inglese (n. 1865)
- 1928 - Richard Felton Outcault, fumettista e illustratore statunitense (n. 1863)
- 1929 - Miller Huggins, allenatore di baseball e giocatore di baseball statunitense (n. 1878)
- 1930 - Abram Efimovič Archipov, pittore russo (n. 1862)
- 1931 - Aleksander Skrzyński, politico polacco (n. 1882)
- 1931 - Ulrich von Wilamowitz-Moellendorff, filologo classico e grecista tedesco (n. 1848)
- 1933 - Palmer Bowman, attore statunitense (n. 1885)
- 1933 - Paul Ehrenfest, fisico e matematico austriaco (n. 1880)
- 1933 - Ring Lardner, giornalista, scrittore e sceneggiatore statunitense (n. 1885)
- 1934 - Camillo Negroni, nobile italiano (n. 1868)
- 1934 - Joop ter Beek, calciatore olandese (n. 1901)
- 1935 - Sarah Choate Sears, pittrice, collezionista d'arte e fotografa statunitense (n. 1858)
- 1935 - Edward D. Swift, astronomo statunitense (n. 1870)
- 1936 - William Sowden Sims, ammiraglio statunitense (n. 1858)
- 1938 - Jeanne Jacquemin, pittrice e disegnatrice francese (n. 1863)
- 1939 - Luigi Cagnetta, politico e magistrato italiano (n. 1859)
- 1939 - Alfred Wotquenne, bibliografo e musicologo belga (n. 1867)
- 1940 - Marguerite Clark, attrice statunitense (n. 1883)
- 1941 - Clifford Gray, scrittore e attore britannico (n. 1887)
- 1941 - Foxhall Parker Keene, giocatore di polo, golfista e pilota automobilistico statunitense (n. 1867)
- 1942 - Sulaiman Badrul Alam Shah di Terengganu, sovrano malese (n. 1895)
- 1943 - Elio Bettini, militare italiano (n. 1895)
- 1943 - Filomena Galdieri, attivista e partigiana italiana
- 1943 - Alexander Noble Hall, calciatore scozzese (n. 1880)
- 1943 - Gjon Kujxhija, musicista e musicologo albanese (n. 1920)
- 1943 - Alexandre Maspoli, sollevatore, lunghista e scultore francese (n. 1875)
- 1943 - Kurt Rosenfeld, politico e avvocato tedesco (n. 1877)
- 1944 - Walter Breisky, politico austriaco (n. 1871)
- 1944 - Adriano Ghione, partigiano italiano (n. 1926)
- 1944 - Eugeniusz Lokajski, giavellottista, multiplista e fotografo polacco (n. 1909)
- 1944 - Josef Römer, militare tedesco (n. 1892)
- 1944 - Karl Julius Alexander Thoenes, alpinista e ingegnere tedesco (n. 1907)
- 1945 - Lidio Ajmone, pittore italiano (n. 1884)
- 1946 - Hans Eppinger, medico austriaco (n. 1879)
- 1946 - Heinrich George, attore tedesco (n. 1893)
- 1946 - Franz von Hoesslin, direttore d'orchestra tedesco (n. 1885)
- 1947 - Joseph H. August, direttore della fotografia statunitense (n. 1890)
- 1948 - Antun Bonačić, calciatore jugoslavo (n. 1905)
- 1948 - George Davidson, velocista neozelandese (n. 1898)
- 1948 - Oskar von Niedermayer, generale, docente e agente segreto tedesco (n. 1885)
- 1949 - Henri Manguin, pittore francese (n. 1874)
- 1950 - Aleksandr Jakovlevič Tairov, attore teatrale, regista teatrale e critico teatrale russo (n. 1885)
- 1950 - George Kingsley Zipf, linguista statunitense (n. 1902)
- 1951 - Gino Saltamerenda, attore italiano (n. 1902)
- 1952 - Carlo Calcaterra, critico letterario italiano (n. 1884)
- 1953 - Atilio Badalini, calciatore argentino (n. 1899)
- 1953 - Vittorio Rossi Pianelli, attore e regista italiano (n. 1875)
- 1954 - Vitaliano Brancati, scrittore, sceneggiatore e drammaturgo italiano (n. 1907)
- 1954 - Eugeni d'Ors, scrittore spagnolo (n. 1881)
- 1955 - Giuseppe De Falco, politico italiano (n. 1908)
- 1955 - Émile Fabre, scrittore francese (n. 1869)
- 1955 - Franz Rellich, matematico austriaco (n. 1906)
- 1955 - Charles Daniel White, vescovo cattolico statunitense (n. 1879)
- 1956 - Peter Villemoes Andersen, ginnasta danese (n. 1884)
- 1956 - Khadr El-Touni, sollevatore egiziano (n. 1916)
- 1956 - Rosario Pasqualino Vassallo, politico e avvocato italiano (n. 1884)
- 1957 - Giuseppe Francesco d'Asburgo-Lorena, principe austriaco (n. 1895)
- 1957 - Luigi Mantovani, pittore italiano (n. 1880)
- 1958 - Carl Brisson, attore e cantante danese (n. 1893)
- 1958 - Ludwig Crüwell, generale tedesco (n. 1892)
- 1958 - Viktor Schauberger, naturalista e scienziato austriaco (n. 1885)
- 1958 - John Watson, psicologo statunitense (n. 1878)
- 1959 - Helen Broderick, attrice statunitense (n. 1891)
- 1959 - Anthony Carfano, mafioso italiano (n. 1895)
- 1959 - Ennio Porrino, compositore italiano (n. 1910)
- 1960 - Aldo Fascetti, avvocato e politico italiano (n. 1901)
- 1960 - Italo Lunelli, patriota, politico e alpinista italiano (n. 1891)
- 1960 - Emily Post, scrittrice, romanziera e socialite statunitense
- 1960 - Ruth Rowland Nichols, pioniere dell'aviazione statunitense (n. 1901)
- 1960 - Paul Sheriff, scenografo russo (n. 1903)
- 1961 - Gustav Blaha, calciatore austriaco (n. 1888)
- 1961 - Frank Fay, attore e sceneggiatore statunitense (n. 1891)
- 1961 - Raffaele Soru, militare italiano (n. 1921)
- 1962 - María Rosa Lida de Malkiel, filologa classica e grecista argentina (n. 1910)
- 1962 - Vittorio Zorzoli, calciatore italiano (n. 1895)
- 1963 - Moisè Cecconi, scrittore italiano (n. 1870)
- 1963 - Georg Lindemann, generale tedesco (n. 1884)
- 1963 - Aleksandr Semënovič Sacharov, ballerino e coreografo russo (n. 1886)
- 1963 - Kurt Zeitzler, generale tedesco (n. 1895)
- 1964 - Ferruccio Rontini, pittore italiano (n. 1893)
- 1965 - Dario Barbosa, tiratore a segno brasiliano (n. 1882)
- 1965 - Ivan Osiier, schermidore danese (n. 1888)
- 1965 - Nikolai Sokoloff, direttore d'orchestra e violinista russo (n. 1886)
- 1966 - Clifton Cushman, ostacolista statunitense (n. 1938)
- 1966 - Mina Loy, poetessa, artista e designer britannica (n. 1882)
- 1966 - Delfim Santos, filosofo e scrittore portoghese (n. 1907)
- 1966 - Johannes van Rensburg, politico sudafricano (n. 1898)
- 1967 - Stuff Smith, violinista statunitense (n. 1909)
- 1967 - Stanisław Sosabowski, generale polacco (n. 1892)
- 1967 - Lota de Macedo Soares, architetta, designer e urbanista brasiliana (n. 1910)
- 1968 - Charles Arentz, velista norvegese (n. 1878)
- 1968 - Américo Boavida, medico e politico angolano (n. 1923)
- 1968 - Renato De Manzano, calciatore italiano (n. 1909)
- 1968 - Hans F.K. Günther, antropologo tedesco (n. 1891)
- 1968 - Romano Romanelli, scultore italiano (n. 1882)
- 1968 - Vladimir Simagin, scacchista sovietico (n. 1919)
- 1968 - Cornell Woolrich, scrittore statunitense (n. 1903)
- 1969 - Paul Scherrer, fisico svizzero (n. 1890)
- 1970 - Beulah Marie Dix, scrittrice, sceneggiatrice e commediografa statunitense (n. 1876)
- 1970 - Jefim Golyscheff, pittore, compositore e musicista ucraino (n. 1897)
- 1970 - Inez Haynes Irwin, scrittrice e giornalista statunitense (n. 1873)
- 1970 - Erich Maria Remarque, scrittore tedesco (n. 1898)
- 1971 - Hugo Black, politico e magistrato statunitense (n. 1886)
- 1971 - Emil Hansen, calciatore norvegese (n. 1893)
- 1971 - Joseph Musch, calciatore belga (n. 1893)
- 1971 - Jan Palouš, hockeista su ghiaccio ceco (n. 1888)
- 1972 - Eleanor Glueck, criminologa statunitense (n. 1898)
- 1972 - Alejandra Pizarnik, poetessa e traduttrice argentina (n. 1936)
- 1972 - Bill Rawlings, calciatore inglese (n. 1896)
- 1972 - Paul Tutmarc, musicista statunitense (n. 1896)
- 1972 - Pierre de Hérain, regista francese (n. 1904)
- 1973 - James Brooker, astista statunitense (n. 1902)
- 1973 - Giovanni D'Orlandi, diplomatico italiano (n. 1917)
- 1973 - Jovan Ružić, calciatore jugoslavo (n. 1898)
- 1974 - Nicolai Poliakoff, artista e circense russo (n. 1900)
- 1975 - Yehoshua Bar-Hillel, matematico, filosofo e linguista israeliano (n. 1915)
- 1975 - Giovanni Borghi, imprenditore e dirigente sportivo italiano (n. 1910)
- 1975 - Augusto Mastrantoni, attore italiano (n. 1894)
- 1975 - Heinz Müller, ciclista su strada e pistard tedesco (n. 1924)
- 1976 - Umberto Campagnolo, filosofo italiano (n. 1904)
- 1976 - Lionel Jack Dumbleton, entomologo neozelandese (n. 1905)
- 1976 - Red Faber, giocatore di baseball statunitense (n. 1888)
- 1976 - Alberto Gatto, calciatore italiano (n. 1931)
- 1976 - Carlo Mattrel, calciatore italiano (n. 1937)
- 1977 - Philippe Jullian, scrittore e illustratore francese (n. 1919)
- 1977 - William McMillan, scultore e medaglista scozzese (n. 1887)
- 1977 - Roberto Ronca, arcivescovo cattolico italiano (n. 1901)
- 1978 - Luigi Allemandi, dirigente sportivo, allenatore di calcio e calciatore italiano (n. 1903)
- 1979 - Luigi Bacciconi, politico italiano (n. 1898)
- 1979 - Jurij Kovalëv, calciatore sovietico (n. 1934)
- 1979 - Lenin Mancuso, militare italiano (n. 1922)
- 1979 - Tapio Rautavaara, giavellottista, cantante e attore finlandese (n. 1915)
- 1979 - Cesare Terranova, politico e magistrato italiano (n. 1921)
- 1980 - John Bonham, batterista e compositore britannico (n. 1948)
- 1980 - Lewis Milestone, regista, sceneggiatore e produttore cinematografico russo (n. 1895)
- 1980 - Mirto Picchi, tenore italiano (n. 1915)
- 1980 - Marie Under, poetessa estone (n. 1883)
- 1981 - Randhir Singh Gentle, hockeista su prato indiano (n. 1922)
- 1982 - Augusto Manzo, pallonista italiano (n. 1911)
- 1982 - Larry Snyder, allenatore di atletica leggera, ostacolista e militare statunitense (n. 1896)
- 1983 - Leopoldo III del Belgio, re belga (n. 1901)
- 1983 - Giorgio Vaccaro, politico e dirigente sportivo italiano (n. 1892)
- 1984 - Giorgio Bixio, attore italiano (n. 1912)
- 1984 - Walter Pidgeon, attore canadese (n. 1897)
- 1984 - Alighiero Tondi, presbitero, pittore e politico italiano (n. 1908)
- 1984 - Viktor Semёnovič Turbin, regista sovietico (n. 1913)
- 1984 - Raimondo Viale, presbitero italiano (n. 1907)
- 1985 - Oleksandr Pervij, sollevatore sovietico (n. 1960)
- 1985 - Checco Rissone, attore italiano (n. 1909)
- 1986 - Nikolaj Nikolaevič Semënov, chimico e fisico sovietico (n. 1896)
- 1987 - Mary Astor, attrice statunitense (n. 1906)
- 1987 - Victoria Kent, avvocata e politica spagnola (n. 1898)
- 1987 - Abba Kovner, poeta, scrittore e partigiano israeliano (n. 1918)
- 1987 - Gennadij Michasevič, serial killer sovietico (n. 1947)
- 1987 - Emlyn Williams, attore teatrale e drammaturgo inglese (n. 1905)
- 1988 - Antonino Saetta, magistrato italiano (n. 1922)
- 1989 - Jack Smith, regista, fotografo e artista statunitense (n. 1932)
- 1989 - Antonio Taramelli, politico italiano (n. 1928)
- 1990 - Ciccio Vitaliti, batterista italiano (n. 1907)
- 1991 - Emilio Agazzi, filosofo italiano (n. 1921)
- 1991 - Klaus Barbie, militare e criminale di guerra tedesco (n. 1913)
- 1991 - Viviane Romance, attrice e danzatrice francese (n. 1912)
- 1991 - Anita Traversi, cantante svizzera (n. 1937)
- 1992 - Tibor Kemény, allenatore di calcio e calciatore ungherese (n. 1913)
- 1992 - César Manrique, artista e architetto spagnolo (n. 1919)
- 1993 - Willy Fitz, calciatore austriaco (n. 1918)
- 1993 - John Moores, imprenditore e filantropo inglese (n. 1896)
- 1993 - Scoop Posewitz, cestista statunitense (n. 1908)
- 1993 - Manlio Scopigno, allenatore di calcio e calciatore italiano (n. 1925)
- 1994 - Joseph Churms, astronomo sudafricano (n. 1926)
- 1994 - Lelio Colaneri, calciatore italiano (n. 1917)
- 1994 - Antonio Negrini, ciclista su strada e pistard italiano (n. 1903)
- 1994 - François Tosquelles, psichiatra spagnolo (n. 1912)
- 1994 - Luigi Ferdinando di Prussia, nobile tedesco (n. 1907)
- 1995 - Dave Bowen, allenatore di calcio e calciatore gallese (n. 1928)
- 1995 - Dorothy Dickson, attrice statunitense (n. 1893)
- 1995 - Michele Mancino, politico italiano (n. 1896)
- 1995 - Kei Tomiyama, doppiatore e attore giapponese (n. 1938)
- 1996 - Salvatore Mariconda, politico italiano (n. 1910)
- 1996 - Red Mihalik, cestista e arbitro di pallacanestro statunitense (n. 1916)
- 1996 - Giovanni Tarditi, grecista e filologo classico italiano (n. 1923)
- 1997 - Guillermo Díaz Zambrano, calciatore cileno (n. 1930)
- 1997 - Jean Françaix, compositore e pianista francese (n. 1912)
- 1997 - Elveno Pastorelli, vigile del fuoco e prefetto italiano (n. 1930)
- 1997 - Piergiorgio Righele, direttore di coro italiano (n. 1938)
- 1997 - Włodzimierz Śpiewak, calciatore polacco (n. 1938)
- 1998 - Rino Filippini, direttore della fotografia italiano (n. 1920)
- 1998 - Luigi Ioculano, medico italiano (n. 1941)
- 1998 - Piero Pombia, calciatore italiano (n. 1924)
- 1998 - Wim Schepers, ciclista su strada olandese (n. 1943)
- 1999 - Teodor Kocerka, canottiere polacco (n. 1927)
- 1999 - Guido Pontecorvo, genetista italiano (n. 1907)
- 1999 - Marion Zimmer Bradley, scrittrice, glottoteta e curatrice editoriale statunitense (n. 1930)
- 2000 - Michele Celidonio, politico e imprenditore italiano (n. 1913)
- 2000 - Buster Matheney, cestista statunitense (n. 1956)
- 2000 - Tokujiro Namikoshi, medico giapponese (n. 1905)
- 2000 - R. S. Thomas, poeta e scrittore gallese (n. 1913)

## XXI secolo(138)
- 2001 - Robert Floyd, informatico statunitense (n. 1936)
- 2001 - Herbert Klein, nuotatore tedesco (n. 1923)
- 2001 - Dolores Michaels, attrice statunitense (n. 1933)
- 2001 - Lani O'Grady, attrice statunitense (n. 1954)
- 2002 - Luigi Kullmann, hockeista su pista, allenatore di hockey su pista e dirigente sportivo italiano (n. 1916)
- 2002 - Wanda Luzzato, violinista italiana (n. 1919)
- 2002 - Emilio Tadini, pittore, scrittore e poeta italiano (n. 1927)
- 2003 - Herb Gardner, commediografo statunitense (n. 1934)
- 2003 - Franco Modigliani, economista italiano (n. 1918)
- 2003 - Gianni Panella, politico e sindacalista italiano (n. 1948)
- 2003 - Edward Said, scrittore, letterato e docente statunitense (n. 1935)
- 2003 - Josef Wagner, ciclista su strada svizzero (n. 1916)
- 2004 - Nigel Davies, antropologo, storico e militare britannico (n. 1920)
- 2004 - Alain Glavieux, ingegnere francese (n. 1949)
- 2004 - Tamás Keményffy, direttore della fotografia ungherese (n. 1908)
- 2004 - Guido Mainardi, politico italiano (n. 1939)
- 2004 - Giorgio Moser, regista e sceneggiatore italiano (n. 1923)
- 2004 - Leonid Aristarchovič Pčёlkin, regista sovietico (n. 1924)
- 2005 - Don Adams, attore statunitense (n. 1923)
- 2005 - Urie Bronfenbrenner, psicologo statunitense (n. 1917)
- 2005 - Leland Clark, biochimico e fisiologo statunitense (n. 1918)
- 2005 - Fulvia Colombo, annunciatrice televisiva e conduttrice televisiva italiana (n. 1926)
- 2005 - Lionel Kochan, storico, giornalista e editore britannico (n. 1922)
- 2005 - Jurij Moiseev, hockeista su ghiaccio sovietico (n. 1940)
- 2005 - Franz Schönfels, pallanuotista austriaco (n. 1913)
- 2005 - Patrick Stewart, militare statunitense (n. 1970)
- 2006 - Safia Amajan, insegnante e attivista afghana (n. 1941)
- 2006 - Sof'ja Muratova, ginnasta sovietica (n. 1929)
- 2007 - Hans Colberg, calciatore danese (n. 1921)
- 2007 - István Gaál, regista e sceneggiatore ungherese (n. 1933)
- 2007 - Karl Berg, calciatore tedesco (n. 1921)
- 2007 - Nobuo Matsunaga, calciatore giapponese (n. 1921)
- 2007 - Zef Pllumi, religioso e scrittore albanese (n. 1924)
- 2007 - Edmur Ribeiro, calciatore brasiliano (n. 1929)
- 2007 - Felix L. Sparks, avvocato, politico e militare statunitense (n. 1917)
- 2008 - Franco Bassani, fisico italiano (n. 1929)
- 2008 - Åke Julin, pallanuotista e nuotatore svedese (n. 1919)
- 2008 - Nino Kirov, scacchista bulgaro (n. 1945)
- 2008 - Daniele Macciantelli, poliziotto italiano (n. 1972)
- 2008 - Horațiu Rădulescu, compositore romeno (n. 1942)
- 2008 - Ralph Sazio, giocatore di football americano, allenatore di football americano e dirigente sportivo italiano (n. 1922)
- 2008 - Karl Franz Tausch, militare tedesco (n. 1922)
- 2009 - Pierre Falardeau, regista e attivista canadese (n. 1946)
- 2009 - Bob Stupak, imprenditore e giocatore di poker statunitense (n. 1942)
- 2009 - Alicia de Larrocha, pianista spagnola (n. 1923)
- 2010 - Clelia Giacobini, microbiologa italiana (n. 1931)
- 2010 - Tshitenge Mukandila, calciatore della Repubblica Democratica del Congo (n. 1986)
- 2011 - Theyab Awana, calciatore emiratino (n. 1990)
- 2011 - Denis Cannan, drammaturgo e sceneggiatore britannico (n. 1919)
- 2011 - Julio Cozzi, calciatore argentino (n. 1922)
- 2011 - Dionigi Galletto, matematico italiano (n. 1932)
- 2011 - Wangari Maathai, ambientalista e attivista keniota (n. 1940)
- 2012 - Wilfried Bode, pallanuotista tedesco (n. 1929)
- 2012 - John Bond, calciatore e allenatore di calcio britannico (n. 1932)
- 2012 - André Giamarchi, allenatore di calcio e calciatore francese (n. 1931)
- 2012 - Brando Giordani, giornalista, regista e autore televisivo italiano (n. 1931)
- 2012 - Franco Luison, calciatore italiano (n. 1934)
- 2012 - Achille Solano, archeologo italiano (n. 1933)
- 2012 - Mila Vannucci, attrice italiana (n. 1927)
- 2012 - Andy Williams, cantante, attore e showman statunitense (n. 1927)
- 2013 - Aube, musicista giapponese (n. 1959)
- 2013 - Elisabeth Borchers, poetessa e scrittrice tedesca (n. 1926)
- 2013 - Patrick Serra, ciclista su strada svedese (n. 1962)
- 2014 - István Hernek, canoista ungherese (n. 1935)
- 2014 - Maria Grazia Mancuso, ginnasta italiana (n. 1956)
- 2014 - Dorothy Odam-Tyler, altista britannica (n. 1920)
- 2014 - Lionello Sozzi, francesista, traduttore e critico letterario italiano (n. 1930)
- 2014 - Sulejman Tihić, politico bosniaco (n. 1951)
- 2015 - Claudio Baggini, vescovo cattolico italiano (n. 1936)
- 2015 - Bill Bridges, cestista statunitense (n. 1939)
- 2015 - Pat Dunne, calciatore irlandese (n. 1943)
- 2015 - Lello Fiore, cantante italiano (n. 1956)
- 2015 - Tom Green, cestista e allenatore di pallacanestro statunitense (n. 1956)
- 2015 - Terje Gulbrandsen, calciatore norvegese (n. 1944)
- 2015 - Giorgio Israel, storico della scienza italiano (n. 1945)
- 2016 - Henning Enoksen, calciatore danese (n. 1935)
- 2016 - Nahed Hattar, scrittore e giornalista giordano (n. 1960)
- 2016 - Hans Korte, attore e doppiatore tedesco (n. 1929)
- 2016 - René Marsiglia, allenatore di calcio, dirigente sportivo e calciatore francese (n. 1959)
- 2016 - Giancarlo Mezzalira, calciatore italiano (n. 1936)
- 2016 - David Padilla Arancibia, politico e generale boliviano (n. 1927)
- 2016 - Arnold Palmer, golfista statunitense (n. 1929)
- 2016 - Kashif, musicista, cantautore e produttore discografico statunitense (n. 1956)
- 2016 - Jean Shepard, cantante statunitense (n. 1933)
- 2016 - Rod Temperton, cantautore, compositore e produttore discografico inglese (n. 1949)
- 2017 - Carlo Bassi, architetto e scrittore italiano (n. 1923)
- 2017 - Mahmoud Cherif Bassiouni, giurista egiziano (n. 1937)
- 2017 - Marco Fazzi, allenatore di calcio e calciatore italiano (n. 1941)
- 2017 - Carla Liliana Martini, partigiana italiana (n. 1926)
- 2017 - Anna Mazza, mafiosa italiana (n. 1937)
- 2017 - Folke Rabe, compositore svedese (n. 1935)
- 2017 - Giovanni Russo, giornalista, scrittore e commediografo italiano (n. 1925)
- 2018 - Salvatore Bisogni, architetto italiano (n. 1932)
- 2018 - Mike Green, cestista statunitense (n. 1951)
- 2018 - Jack McKinney, cestista e allenatore di pallacanestro statunitense (n. 1935)
- 2018 - Wenceslao Selga Padilla, vescovo cattolico filippino (n. 1949)
- 2018 - Charles Poliquin, culturista, scrittore e editorialista canadese (n. 1961)
- 2018 - Rudi Vogt, cestista tedesco (n. 1933)
- 2018 - Vladimir Voronkov, fondista sovietico (n. 1944)
- 2019 - Paul Badura-Skoda, pianista e musicologo austriaco (n. 1927)
- 2019 - Michael D. Coe, archeologo, antropologo e scrittore statunitense (n. 1929)
- 2019 - Carmen Lelia Cristóbal, botanica argentina (n. 1932)
- 2019 - Ljubomir Levčev, poeta bulgaro (n. 1935)
- 2019 - Udo Tohver, cestista estone (n. 1932)
- 2019 - Paolo de Lalla, giurista, filosofo e musicologo italiano (n. 1940)
- 2020 - S. P. Balasubrahmanyam, cantante e attore indiano (n. 1946)
- 2020 - Peter Hampton, calciatore inglese (n. 1954)
- 2020 - Pablo Napoli, attore argentino (n. 1945)
- 2020 - Goran Paskaljević, regista e sceneggiatore serbo (n. 1947)
- 2020 - Jeanne Valérie, attrice francese (n. 1941)
- 2021 - Len Ashurst, allenatore di calcio e calciatore inglese (n. 1939)
- 2021 - Théoneste Bagosora, militare ruandese (n. 1941)
- 2021 - Rodolfo Pietro Bollini, politico italiano (n. 1923)
- 2021 - Franco Di Giuseppe, politico italiano (n. 1941)
- 2021 - Marcello Diomedi, calciatore italiano (n. 1942)
- 2021 - Patricio Manns, cantautore, poeta e scrittore cileno (n. 1937)
- 2021 - Gianni Rossi, calciatore e allenatore di calcio italiano (n. 1936)
- 2021 - Mohamed Mehdi Yaghoubi, lottatore iraniano (n. 1930)
- 2022 - Renato Alberti, calciatore italiano (n. 1936)
- 2022 - Aïcha Chenna, attivista marocchina (n. 1941)
- 2022 - Miguel del Río, allenatore di pallacanestro cubano (n. 1950)
- 2022 - Jacques Drèze, economista belga (n. 1929)
- 2022 - James Florio, politico statunitense (n. 1937)
- 2022 - Roy MacLaren, calciatore scozzese (n. 1930)
- 2022 - Andrés Prieto, calciatore cileno (n. 1928)
- 2022 - Rafaėl' Čimiškjan, sollevatore sovietico (n. 1929)
- 2023 - Eugenio Calabi, matematico statunitense (n. 1923)
- 2023 - Evgenij Jasin, economista e politico russo (n. 1934)
- 2023 - Severino Lucini, canottiere italiano (n. 1929)
- 2023 - Zoleka Mandela, scrittrice e attivista sudafricana (n. 1980)
- 2023 - David McCallum, attore e cantante britannico (n. 1933)
- 2023 - Matteo Messina Denaro, mafioso italiano (n. 1962)
- 2023 - Luigi Minchillo, pugile italiano (n. 1955)
- 2024 - Piero Angelini, politico italiano (n. 1936)
- 2024 - Beniamino Brocca, pedagogista e politico italiano (n. 1934)
- 2024 - Leonard Compagno, ittiologo statunitense (n. 1943)
- 2024 - Roman Madjanov, attore russo (n. 1962)
- 2024 - Romeo Ricciuti, politico italiano (n. 1930)

## Senza anno specificato(2)
- Ermenfrido di Cusance, abate e santo francese
- Jōjō Masashige, militare giapponese